# Dănciulești
Dănciulești là một xã thuộc hạt Gorj, România. Dân số thời điểm năm 2002 là 2796 người.